# Sidi Ziane
Sidi Ziane (em árabe: سيدي زيان) é uma comuna localizada na província de Médéa, Argélia. De acordo com o censo de 2008, a população total da cidade era de 2 671 habitantes.